# Constraint (Evolution)
Constraints sind genetische oder epigenetische Mechanismen, die verhindern, dass während der Entwicklung (Ontogenese) unerwünschte Abweichungen vom Bauplan entstehen. Auf Evolution bezogen (Evo-Devo) zeichnen Constraints deren Verlauf in bestimmten durch Physik, Morphologie oder Phylogenese vorgegebenen Schranken vor.
Constraints sind Hürden, die durch den Bauplan, etwa Skelett oder Lungen vorgegeben sind. Sie können adaptiv nicht beliebig verändert werden. So können Wale evolutionär nicht mehr ohne weiteres Kiemen entwickeln. Constraints begrenzen die phänotypische Evolution und wirken gleichzeitig richtungsbestimmend für deren Verlauf. Sie können physikalischer, morphologischer oder phylogenetischer Natur sein. Es werden äußere und innere Constraints unterschieden. Zu ersteren zählen Umweltbedingungen wie Klima, Geographie etc. Im letzteren Zusammenhang werden einerseits genetische Constraints genannt, etwa die Mechanismen der DNA-Reparatur oder Mechanismen der DNA-Entwindung bei der Transkription, andererseits existieren als innere Constraints die Entwicklungsconstraints. Conrad Hal Waddington nennt dieses Phänomen Kanalisierung.
Art und Umfang, wie Constraints aufgebrochen und überwunden werden können, spielen eine maßgebliche Rolle dafür, wie evolutionäre Innovation in der Entwicklung entstehen kann. Sind Entwicklungspfade stark kanalisiert, besteht eine Pufferung genetischer Mutation, die auf die Erhaltung des Status quo im Phänotyp hinwirkt. Das kann bedeuten, dass die Entwicklung auch bei hohem Selektionsdruck unfähig ist, mit Variation zu antworten und genau deswegen gezwungen ist, Constraints bzw. Schwellenwerte zu überschreiten, was dann zu erhöhten Chancen für Innovation führt.
Constraints sind also einerseits erforderlich zur Erhaltung des Status quo in der Entwicklung. Andererseits eröffnen ihre vorgegebenen Bahnen oder – seltener – ihre Überwindung Möglichkeiten für evolutionären Wandel. Evolution verläuft so in einem dynamischen Gleichgewicht. Diesen Balanceakt gestaltend sind Constraints selbst Gegenstand der Evolution.